# بريبور
بريبور هي مدينة تقع في مقاطعة نوفي يتشين في إقليم مورافيا-سيليزيا بجمهورية التشيك. يبلغ عدد سكانها قرابة 8400 نسمة. المركز التاريخي للمدينة محفوظ ومحمي بموجب القانون.